# Kandukur
Kandukur là một thành phố và khu đô thị của quận Prakasam thuộc bang Andhra Pradesh, Ấn Độ.

## Địa lý
Kandukur có vị trí 17°04′B 78°29′Đ / 17,07°B 78,49°Đ Nó có độ cao trung bình là 632 mét (2073 feet).

## Nhân khẩu
Theo điều tra dân số năm 2001 của Ấn Độ, Kandukur có dân số 50.084 người. Phái nam chiếm 51% tổng số dân và phái nữ chiếm 49%. Kandukur có tỷ lệ 63% biết đọc biết viết, cao hơn tỷ lệ trung bình toàn quốc là 59,5%: tỷ lệ cho phái nam là 72%, và tỷ lệ cho phái nữ là 55%. Tại Kandukur, 11% dân số nhỏ hơn 6 tuổi.